# 秩父別車站
秩父別站（日语：／ Chippubetsu eki */?）是位於北海道雨龍郡秩父別町二条，隸屬於北海道旅客鐵道（JR北海道）留萌本線的鐵路車站。電報略號為チツ。
車站名稱源自阿伊努語「ci-kus-pet」或「cip-kus-pe」，即我們越過的河流或行船的河流，但沒有明確的定論。

## 歷史
- 1910年（明治43年）11月23日 - 鐵道省留萌線深川車站至留萌車站之間設置筑紫站。
- 1931年（昭和6年）10月10日 - 留萌線改稱為留萌本線。
- 1949年（昭和24年）6月1日 - 由日本國有鐵道接管。
- 1954年（昭和29年）11月10日 - 改稱為秩父別站。
- 1971年（昭和46年） - 車站建築物改建。
- 1982年（昭和57年）11月15日 - 取消貨物裝卸業務。
- 1984年（昭和59年）2月1日 - 取消行李裝卸業務。並停止改票及售票業務，車站簡易委託化。但繼續設置處理閉塞的職員。
- 1986年（昭和61年）11月1日 - 因閉塞系統改進而除去交會設置。車站賀駛無人化。
- 1987年（昭和62年）4月1日 - 由於國鐵分割民營化，車站由JR北海道管理。
- 日期不詳 - 廢除簡易委託，車站完全無人化。
- 2007年（平成19年）5月10日 - 發生乘客滯留在車站的事件。

## 車站構造
現時為1面1線的地面車站，側式月台設置於路軌的西方（留萌方向的左方，舊1號線）。沒有設置轉轍器的單線鐵路車站。過去曾是2面2線，設有2個側式月台及進行列車交會的交換車站。位於車站建築物旁的月台中央部份能夠使用平交道到達對面月台的南方。建築物旁（西方）為下行1號線，而對面月台為上行2號線。1983年4月時，1號線留萌方向與2號線深川方向之間設有道岔，而1號線留萌方向亦設有前往建築物北方，缺角式貨物月台的貨物側線。而以上交會設備都於1993年3月被移走。
現時為無人車站。車站建築物位於車站的西方，並與月台中央連接。開業至今車站曾經過數次維修，於1971年改建的木造建築物仍然存在，但外觀已經因時間而受損不少。而建築物旁則有一幢山中小屋風格的廁所。月台使用礫石舖設。而建築物與月台之間種植了松樹及垂枝樺。
按照1935年的記載，當時已經設置描繪拿著鋤及槍的有鬍子士兵及把米裝著放在稻田上的袋的車站紀念章，是本車站（當時為筑紫站）第一款紀念章。

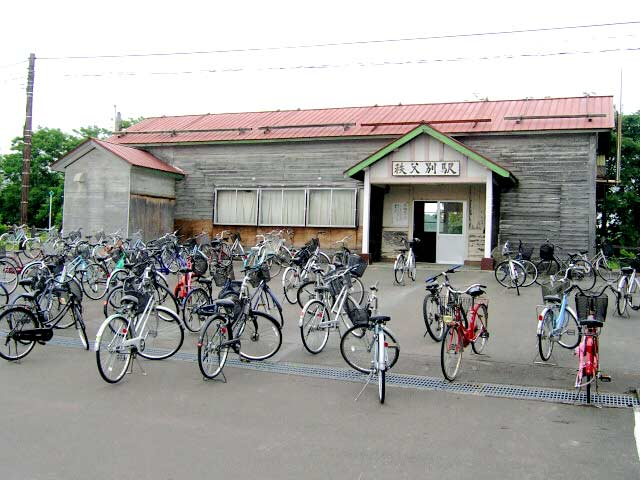
站舎（2004年6月）
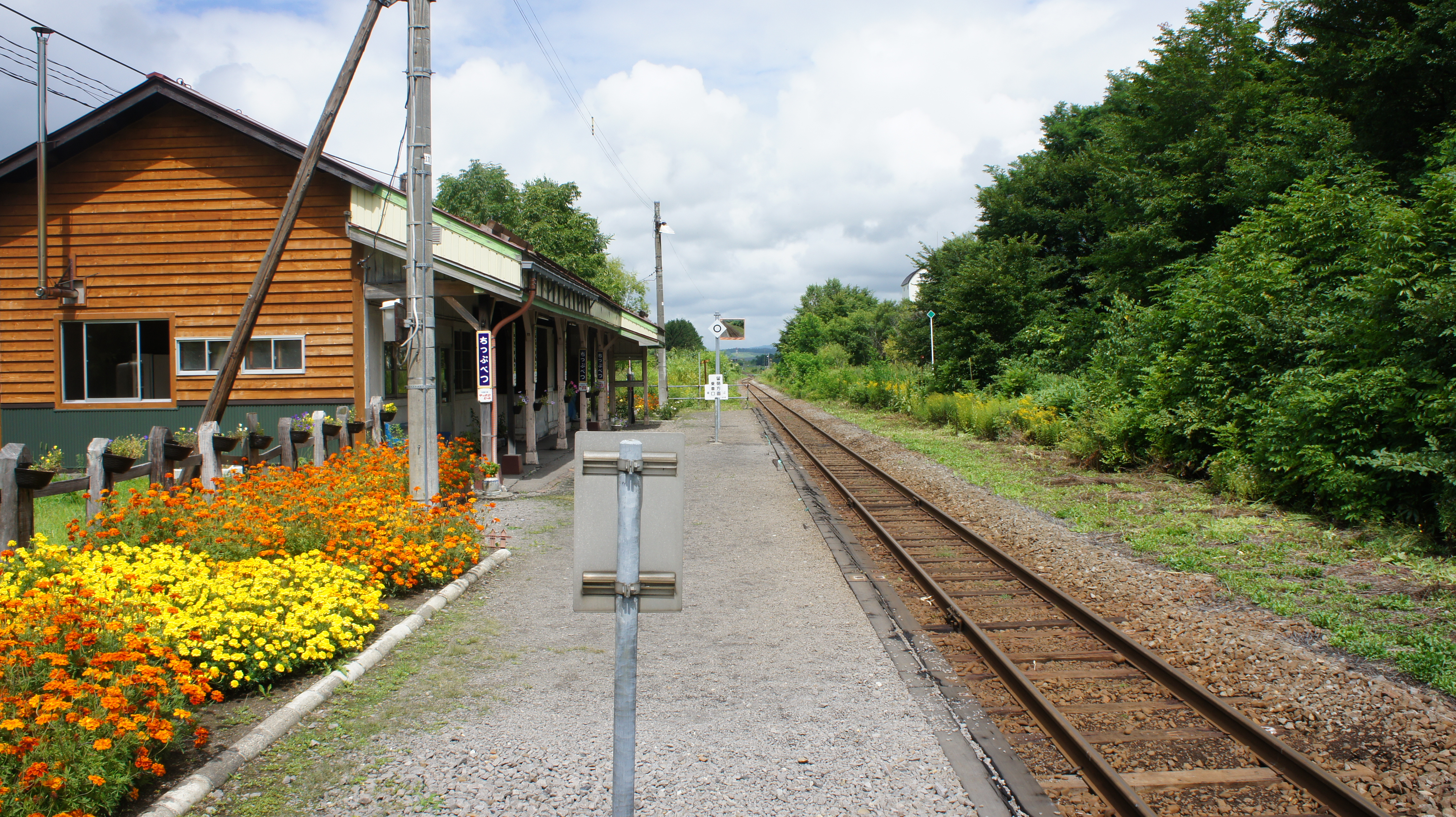
月臺（2017年8月）
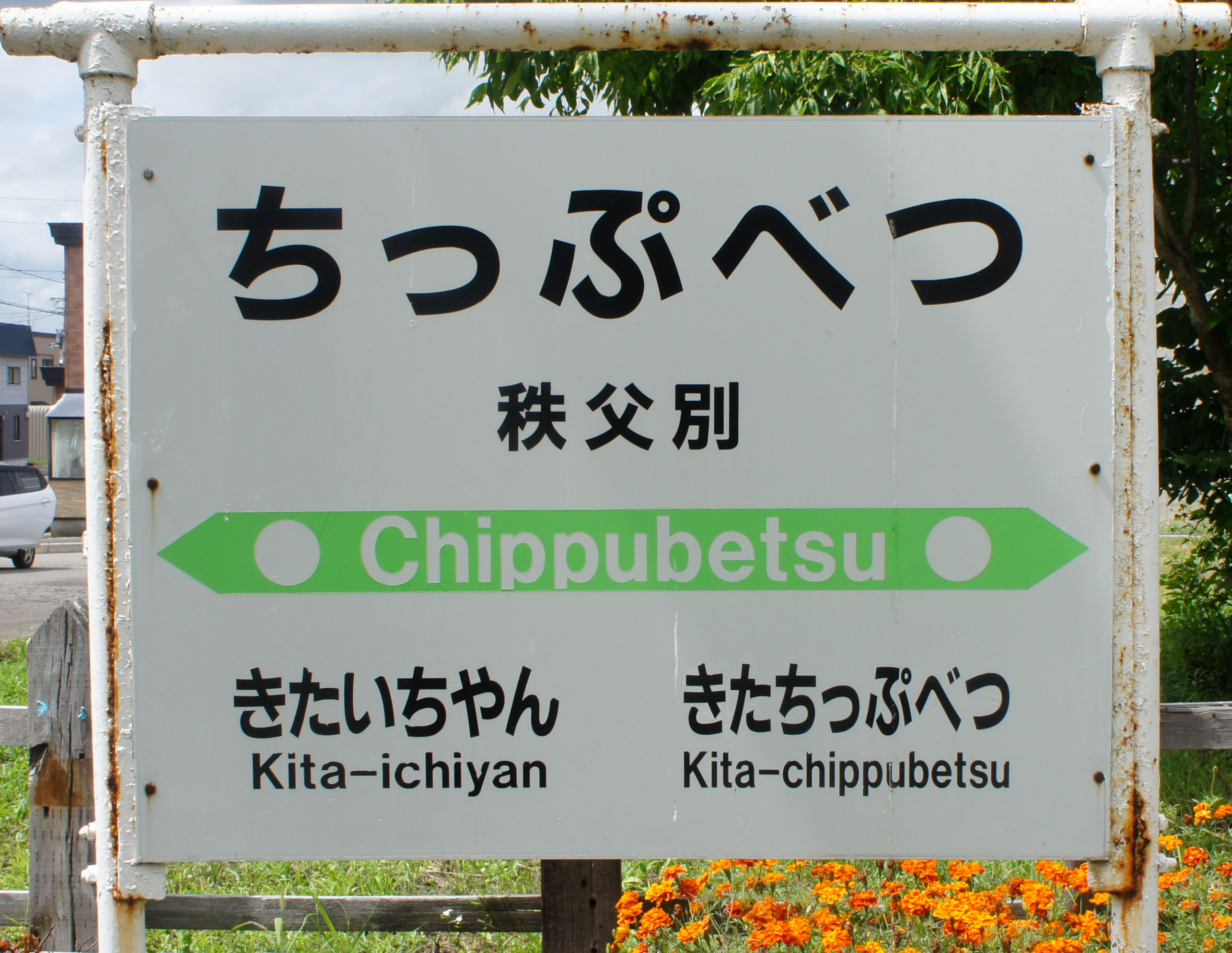
站名標（2017年8月）

## 載客量
- 1981年度的每天載客量為151人。
- 1992年度的每天載客量為196人。

## 車站周邊
位於秩父別町的核心車站。周圍主要是種植稻米的農地、農業用的倉庫及穀物工廠。
- 國道233號（日语：国道233号）（深川國道）
- 北海道道372號秩父別停車場線
- 北海道道282號沼田妹背牛線
- 深川留萌自動車道秩父別交流道
- 道之驛鐘的城市．秩父別（日语：道の駅鐘のなるまち．ちっぷべつ） - 附近為秩夫別溫泉的設施。
- 秩父別町役場
- 深川警察署秩父別駐在所
- 秩父別郵局
- 北海道秩父別高等學校
- 秩父別町立秩父別中學
- 秩父別町立秩父別小學
- 北空知信用金庫秩父別分店
- 北伊吹農業協同組合（JA北伊吹）總店
- Family Sports公園
- 地方博物館
- 秩父別玫瑰園（ローズガーデンちっぷべつ）
- 空知中央巴士（日语：空知中央バス）、道北巴士（日语：道北バス）、沿岸巴士「秩父別役場前」車站（沿國道233號）
- 北海道中央巴士（日语：北海道中央バス）（高速留萌號）「秩父別交流道入口」車站（沿國道233號）

## 其他
- 2007年5月10日，一列由增毛出發前往深川的普通列車，到達本車站時由於列車空間不足，月台上55位乘客（主要是上學的高校學生）有26位未能乘坐列車而被列車拋下駛走。而留下來的26位乘客，需要由JR北海道準備替代的巴士接載至深川。
  - 當時主要使用的列車是KiHa54型柴油列車（乘載量64人），由於使用急行配置及一人駕駛，加上乘客只能從1個位置上下車，容易造成混亂。因此，JR北海道暫時停止使用KiHa54型，增加長座位數目及拆除部份座位後再次投入使用。

## 相鄰車站
北海道旅客鐵道
留萌本線
北一已－秩父別－北秩父別
往深川（上行列車）方向的列車，只有4920D、4922D、4926D、4932D列車會停靠北秩父別站，其餘列車會直接前往石狩沼田車站。
往留萌（下行列車）方向的列車，4921D列車不會停靠本車站。

## 外部連結
- 秩父別站（JR北海道旭川分社）